# Pulo

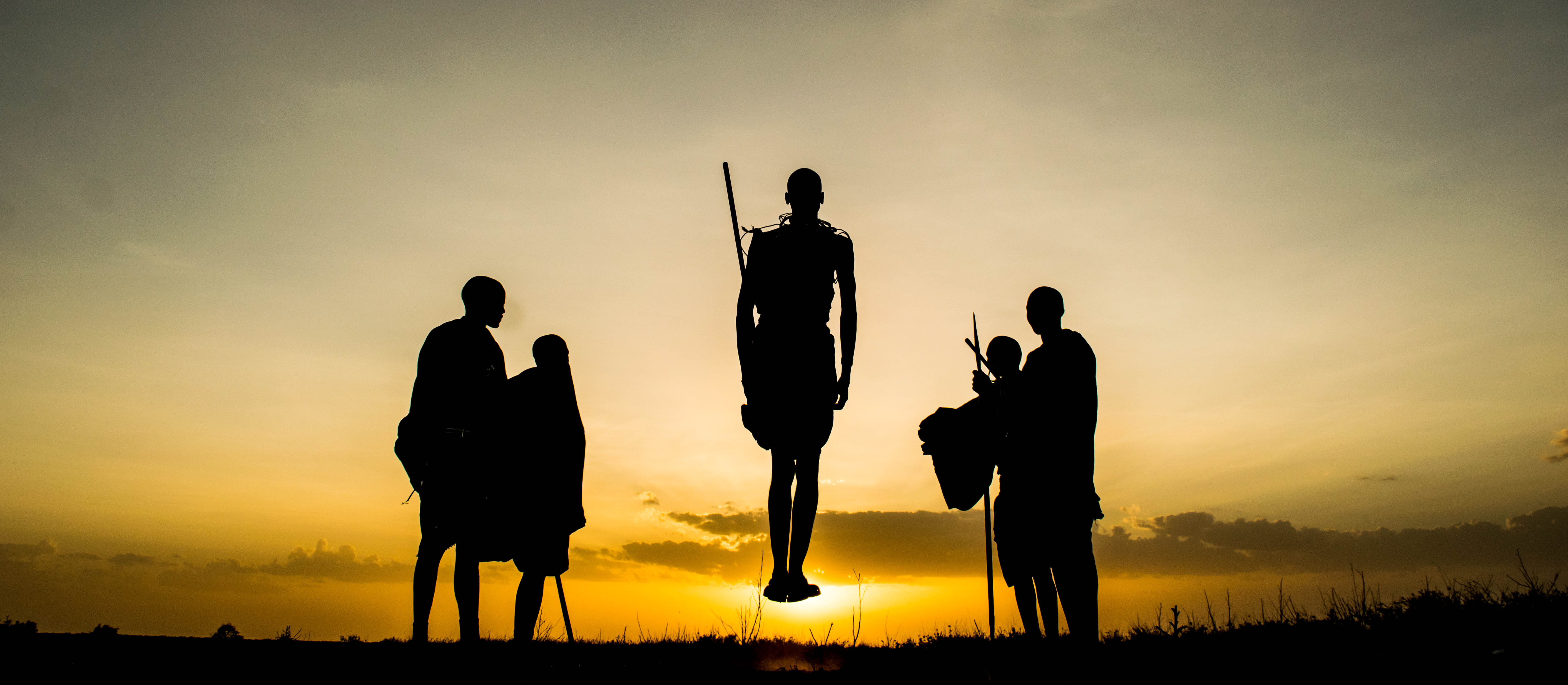
Pulo tradicional dos massais no Quênia

O pulo ou salto é uma forma de locomoção ou movimento que resume-se na perda momentânea de contato dos pés com o solo, forçando um organismo para o ar com um conjunto de músculos. É uma habilidade motora de um corpo. É o ato de impulsionar o corpo com o auxílio das pernas assim o elevando do solo.
No ponto biomecânico apresenta as fases de impulsão na flexão, voo e extensão na queda. Distingue-se da corrida, do galope e de outros métodos de locomoção, pela longa duração da fase aérea e alto ângulo de lançamento inicial do corpo.
É utilizado como forma primária de locomoção por alguns animais, tais como a pulga, o canguru e o lêmure (quando em terra), enquanto em outros, tais como em sapos e antílopes, é usado apenas para a fuga de predadores.

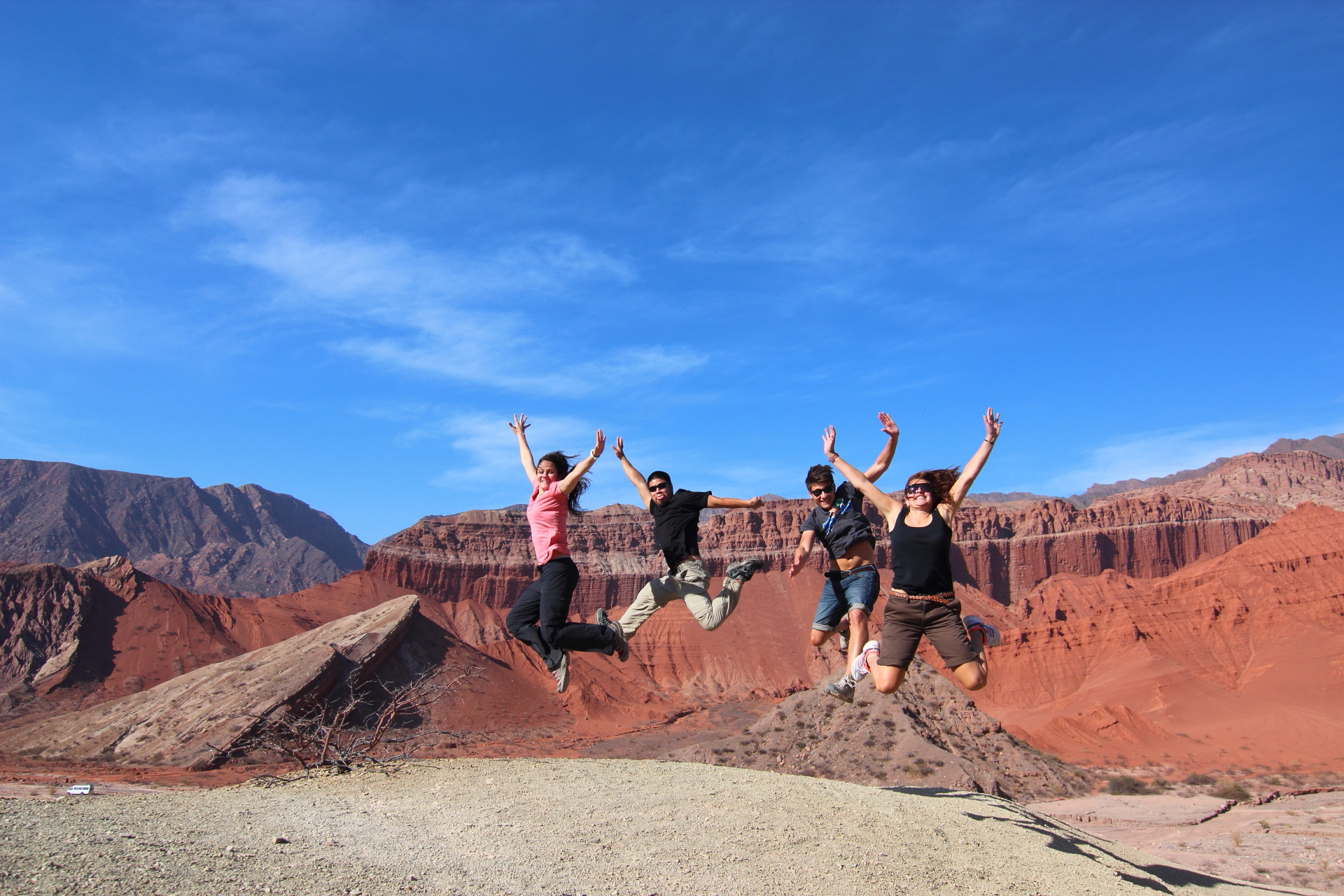
Salto

Em relação ao ser humano, da mesma forma como os macacos, pode-se saltar de alturas de dez a quinze metros sem se machucar, desde que o salto e a queda se façam da forma correcta (flexionando ambas as pernas e apoiando as mãos no chão durante a queda), assim como o fazem profissionalmente os dublês. 
Existem diversos tipos de salto no meio esportivo. Os principais são os saltos em distância e os saltos com vara.

## Atletismo
O pulo/salto tem uma relação esportiva com o atletismo, uma modalidade que é dividido em salto vertical e salto horizontal, que incluem o salto em altura e o salto com vara (vertical), salto em distância e o salto triplo (horizontal).
Existe um tipo de pulo chamado salto-mortal, um movimento acrobático em que a pessoa gira o corpo em uma volta completa fora do chão, um giro sem que as mãos toquem no chão, podendo ser para frente ou para trás. Um dos movimentos mais arriscados da ginastica, que o grau de dificuldade aumenta de acordo com as variações.